# Путиловские Лагеря
Путиловские Лагеря («лагерь им. Ворошилова») — опустевший населенный пункт в Калининском районе Тверской области. Входит в состав Красногорского сельского поселения. Здесь располагались полевые лагеря и полигоны — место прохождения военных сборов офицерами запаса ВС СССР.

## География
Находится в юго-восточной части Тверской области на расстоянии приблизительно 21 км на юго-запад по прямой от города Тверь.

## История
Населенный пункт не был отмечен ещё даже на карте 1980 года. Ныне фактически представляет собой заброшенный военный объект.

## Население
Численность населения не была учтена как в 2002 году, так и в 2010.